# Congrès du Rassemblement pour la République de 1999
Le congrès du Rassemblement pour la République (RPR) a lieu les 20 novembre et  4 décembre 1999 dans l'objectif d'élire le président du parti. 
Michèle Alliot-Marie est élue président du parti.

## Résultats
| Candidat                 | Candidat                 | Parti                    | Premier tour | Premier tour | Second tour | Second tour |
| Candidat                 | Candidat                 | Parti                    | Voix         | %            | Voix        | %           |
| ------------------------ | ------------------------ | ------------------------ | ------------ | ------------ | ----------- | ----------- |
|                          | Jean-Paul Delevoye       | RPR                      | 17 897       | 35,26        | 21 154      | 37,29       |
|                          | Michèle Alliot-Marie     | RPR                      | 15 830       | 31,19        | 35 577      | 62,71       |
|                          | François Fillon          | RPR                      | 12 497       | 24,62        |             |             |
|                          | Patrick Devedjian        | RPR                      | 4 528        | 8,92         |             |             |
|                          |                          |                          |              |              |             |             |
| Suffrages exprimés       | Suffrages exprimés       | Suffrages exprimés       | 50 752       | 99,43        | 56 731      | 99,23       |
| Votes blancs et nuls     | Votes blancs et nuls     | Votes blancs et nuls     | 292          | 0,57         | 440         | 0,77        |
| Total                    | Total                    | Total                    | 51 044       | 100          | 57 171      | 100         |
| Abstention               | Abstention               | Abstention               | 29 808       | 36,87        | 24 805      | 30,26       |
| Inscrits / participation | Inscrits / participation | Inscrits / participation | 80 852       | 63,13        | 81 976      | 69,74       |